# Oribe Irigoyen
Oribe Irigoyen (Migues, Canelones, 12 de julio de 1927 - Montevideo, 12 de febrero de 2014) fue un crítico cinematográfico y literario uruguayo.

## Biografía
Con cinco años se trasladó de su Migues natal a Pando y en 1934 al barrio montevideano de Goes. Estudió ingeniería y abogacía pero no llegó a recibirse en ninguna de las dos carreras.
Aficionado al cine desde su infancia, a los 25 años inició su carrera como crítico de cine en El Popular, diario oficial del partido Comunista de Uruguay, donde escribió entre 1957 y 1973. También desarrolló la crítica literaria.
En 1965 filmó el cortometraje El encuentro y en 1972 publicó un libro en Ediciones Pueblos Unidos: Cine. Crítica. Espectador.
Si bien fue contemporáneo de la generación del 45, nunca se vinculó a los grupos formados en torno a las revistas Asir y Número y se mantuvo al margen de otros exponentes de la crítica cinematográfica del momento. En parte debido a su personalidad y en parte a su filiación comunista, que lo alejaba de los postulados de esta generación literaria.
Después del golpe de Estado debió salir del país y pasó la mayor parte de su exilio en Moscú, en la ex Unión Soviética.
Al regresar a Uruguay trabajó en el diario La Hora y en la revista Estudios (ambas publicaciones comunistas). Más adelante también escribió para La Onda Digital y El País Cultural, suplemento cultural del diario El País.
Falleció a los 86 años en medio de penurias económicas que le dificultaron la publicación e incluso la redacción de sus últimos trabajos.